# Ča nyelvjárás
A ča nyelvjárás (irodalmi horvátul čakavsko narječje, čakavica, čakavština, saját neve čakavščina, čakavski jazik) egyike a közép-délszláv diarendszer három legnagyobb változatának a kaj és a što nyelvjárás mellett. Legtöbb beszélője isztriai és dalmáciai horvát. A ča nyelvjáráshoz sorolnak még két önállósult nyelvjárást, a gradišćei nyelvet Ausztriában és Nyugat-Magyarországon, és a molisei nyelvet Közép-Olaszországban. Elnevezése a mi kérdő névmásból származik, ami a ča nyelvjárásban ča.
Ezt a nyelvjárást az Adriai-tenger mellékén, az Isztriai-félszigeten, a Kvarner-öböl térségében és a dalmát szigeteken beszélik. A horvátok közül sokan előszeretettel dalmát nyelvnek nevezik, mivel a mostani Dalmácia lakóinak egy jelentős részét a horvátok teszik ki, de máshol a što nyelvjárást beszélik. Valójában a dalmát megnevezésre nem tarthatna igényt a ča, mivel az igazi dalmát nyelv az újlatin nyelvcsaládba tartozott, beszélői végül a horvátokba olvadtak be és a nyelv kihalt, de jövevényszóként néhány eleme beépült a što és ča nyelvjárásba.

## Története
A ča nyelvjárás volt az első, amely irodalmi nyelvet alakított ki. Az első horvát nyelvemlékek között számon tartott Tekintés Isztriára (1275) című szöveg tulajdonképpen ča nyelvjárásban íródott, ugyanúgy a Vinodoli kódex (1288), de ezekbe vegyült az óegyházi szláv nyelvből is. A Baškában talált archaikus szövegek is čaul vannak, amelyeket glagolita ábécével írtak. Ezt az írásmódot a ča nyelvjárás a 17. századig használta.
Habár a középkori és kora újkori Horvátország hivatalos nyelve a kaj volt, ebben a régióban az egyház és az írók a saját variánsukat használták továbbra is.
A régi ča terület a középkorban még jóval nagyobb volt a mostaninál, kiterjedt Délnyugat-Horvátországra és Bosznia bizonyos területeire is. A ča területnek állandó érintkezése volt a dalmát városokkal és Itáliával is, emiatt dalmát és olasz hatás is érte a nyelvjárást.
A 16. században a törökök kiterjesztették az uralmukat a még Mátyás király idejében meghódított Boszniára valamint Horvátország déli területeire. Klissza és más itteni várak környékén állandó harc folyt a boszniai törökök, a bosnyákok és a horvátok között. Miután Klissza elesett, a török hódítás nagyon sok horvátot szakított el lakóhelyéről, akik közül nem egy Magyarország felé vette az irányt, akikből a mai burgenlandi és nyugat-magyarországi horvát nemzetiség egy része formálódott. A kialakult gradišćei nyelv régi sztenderdje főként a ča nyelvjárásra alapul, amelynek elsősorban Sopron és a Fertő tó környékén van a legtöbb beszélője, bár a századok során a gradišćei nagyon sokat vesztett eredeti ča mivoltából. A másik csoport az itáliai Moliséba menekült és az elszigetelődés miatt szintén saját nyelvi alakuláson ment át. Más csoportok menekültek még Észak-Itáliába és a szlovén Krajnába is, amely akkoriban a Habsburg Birodalomhoz tartozott, de ők hamar beolvadtak.
Az elmenekült ča horvátok helyére što horvátok (részben pedig szerbek és bosnyákok) költöztek, így a ča nyelvjárás területe jelentősen összezsugorodott.
A ča nyelvjárásban eltérő alakulások mentek végbe. Míg a szárazföldön élő ča beszélők számos külső elemet felvettek, addig a szigeti ča változatban őrződött meg a legtöbb eredeti elem. A mai nyelvészek főleg a dalmát szigeteken beszélt ča felé fordítják figyelmüket.

## Beszélői
Ma a horvátok 12%-a tekinthető a ča nyelvjárás beszélőjének, amelybe nem tartoznak bele a gradišćei nyelvjárást használók, illetve azok, akik más külföldi országokban élnek.
A szigeti ča nyelvjárást legtöbben a Korčula, Mljet, Hvar, Brač és Elafiti szigeteken beszélik. A szárazföldi változatot a legtöbben Isztriában használják, valamint a távolabb eső Vinodol, Zára, Tengerfehérvár, Split és a Pelješac-félsziget vidékén vannak még számottevő beszélői. Egy-egy ilyen ča területet teljesen körbeveszik a što horvátok.

## Nyelvjárások
- Ekavski alapú buzeti és észak-ča nyelvjárás: Isztria északkeleti területén, Fiumében, Bakarban és Cres szigetén beszélik.
- Ikavski-Ekavski alapú közép-ča nyelvjárás: Lošinj, Krk, Rab, Pag, Dugi Otok szigetén, valamint Vinodol és Pokupje területén.
- Ikavski alapú délnyugati- és déli-ča nyelvjárás: Délnyugat-Isztrián, Brač, Hvar, Vis, Korčula szigeteken, a Pelješac-félszigeteken, valamint Zadar és Split vidékén, és a Gacka völgyben.
- Ijekavski alapú északkeleti-ča nyelvjárás: a Lastovo szigeten, valamint Janjina településen és a Pelješac-félszigeten.

## Nyelvtani tulajdonságok
A nyelvészek álláspontja nem egységes azt illetően, hogy mi tekinthető a ča kizárólagos, saját jellemvonásának.
A ča szókészletében olyan szavak vannak amelyek a bolgár nyelvhez viszik közel, ilyen például a jazik 'nyelv' kifejezés, amelyet a bolgár is pontosan így használ. Ez kétséget kizáróan az óegyházi szláv nyelv hatása. A kajban, štoban, sőt a gradišćei nyelven is, ez jezik.
A ča az egyes szám, első személyben tett ragozásoknál -n végződést mond, míg a kajban és a szlovénben -m. Így például az én vagyok kajul: ja sam, čaul: ja san, szlovénül: jaz sem. Bár vannak más, többek között szlovén dialektusok, amelyek szintén -n végződésű kiejtést használnak, így a vend nyelv is, amelynek korai írott normája is használta írásban az alakot, míg végül a szlovén sztenderd norma alapján ő is az -m végződés írására tért át. Fontos itt megjegyezni, hogy a gradišćei nyelv, amelynek már a 17. század elején alakult írott nyelvi normája, hatással volt a vend nyelvre, később pedig a vend gyakorolt hatást a gradišćeire.
A đ betűt a horvát sztenderdben általában dzs-nek ejtik, míg ezt a ča gy-nek. A kajjal és a štoval ellentétben ez e-ző kiejtésű a ragozásokban, így például a ča nyelv szótára kifejezést čaul ričnik čakavskega jazika formában mondja, amely szlovénul slovar čakavskega jezika lenne. A tengermelléki szlovén és ča között kiejtés tekintetében hasonlóság figyelhető meg, s az idők során többször hatottak egymásra, mivel az Adria mellett fekvő krajnai városokkal szintén széles körű kapcsolata volt a ča horvátoknak. Srečko Kosovel, a tengermellékről származó szlovén költő verseiben, ahová az irodalmi nyelv mellé saját nyelvjárása elemeit is beemelte, ugyanúgy kimutatható a čakavizmus hatása. A szlovén hatást mutatja, hogy a ča nyelv saját magát čakavščiná-nak nevezi, ugyanúgy a szlovén nyelv is -ščina végződéssel illeti a nyelvek neveit, míg ez a horvátban inkább -ština.

## A ča nyelvjárás helyzete
A Tito vezette kommunista Jugoszláviában szó sem lehetett arról, hogy az emberek használhassák saját nyelvjárásaikat, így a ča is háttérbe szorult. Tito az internacionalizmus jegyében mindenkit egységesen jugoszlávvá akart formálni, amely egyet jelentett azzal, hogy az élet minden területén egységes nyelvet használjanak, így a horvátoknál mindenütt a što irodalmi nyelvet.
A ča nyelvjárásra a horvátok közül is nagyon sokan nyelvi normaként és nem egyszerű nyelvjárásként tekintenek, hasonlóan a másik két Horvátországban beszélt nagy dialektushoz. A ča nyelvjárásnak is van saját irodalmi nyelve és irodalma, sőt a legfőbb érve a pártolóinak, hogy ezen a nyelven keletkeztek az első horvát írások. A ča horvát irodalom a horvát irodalom egyik gyöngyszeme. Regionális szinten a ča volt a tengermelléki Horvátország hivatalos nyelve a kaj után. Az első horvát szótár is tulajdonképpen ča nyelvjárásban íródott, Verancsics Faustus nyomán.
A ča irodalmi nyelv a 18. században kezdett hanyatlani. Ljudevit Gaj is a délszláv egység megteremtése érdekében a horvát irodalmi nyelv alapjának a što nyelvjárást választotta.
Jugoszlávia utolsó évtizedében éledezni látszott haló poraiból a ča nyelvjárás, ennek keretében Isztriában létrejött a Ča-val nevű pop-rock együttes, amely ča nyelven énekelt. A Horvát Művészeti és Tudományos Akadémia tanítja a ča nyelvjárást. 2007-ben próbáltak wikipédiát is létrehozni a nyelvjárásban, de nem jártak sikerrel. Crikvenicában éves folyóirat a Vinodolski zbornik, sőt több dalmát városban és szigeten is működik ča nyelvű rádióadás.

## Fordítás
- Ez a szócikk részben vagy egészben  a   Chakavian dialect című angol Wikipédia-szócikk fordításán alapul.  Az eredeti cikk szerkesztőit annak laptörténete sorolja fel. Ez a jelzés csupán a megfogalmazás eredetét és a szerzői jogokat jelzi, nem szolgál a cikkben szereplő információk forrásmegjelöléseként.

## Külső hivatkozások
- Čakavsko narječje u Istri
- Josip Lisac: Hrvatska dijalektologija 2. Čakavsko narječje)[halott link]
- Dictionary of Istrian dialects
- Early Adriatic Gan-Veyãn (in English) Archiválva 2021. január 14-i dátummal a Wayback Machine-ben
- Veglian Legends (in English)